# Trần Văn Văn
Trần Văn Văn (1908 – 1966) là một nhà kinh tế và chính khách Việt Nam Cộng hòa. Ông được biết đến là Dân biểu Việt Nam Cộng hòa thuộc Nhóm Caravelle. Ngày 7 tháng 12 năm 1966 trên đường đi đến trụ sở Quốc hội Việt Nam Cộng hòa, lúc 9 giờ 5 phút sáng, ông bị ám sát tại góc đường Phan Kế Bính – Phan Đình Phùng.

## Tiểu sử
Trần Văn Văn sinh ngày 2 tháng 1 năm 1908 tại làng Tân Lộc Đông (còn gọi là cù lao Cát) quận Thốt Nốt, tỉnh Long Xuyên. 
Thân sinh là Tri huyện Trần Võ Duy và bà Lý Thị Hóa trong một gia đình năm con.
Ông học tiểu học ở trường Collège Mỹ Tho và trung học ở trường Lycée Chasseloup Laubat, Sài Gòn. Năm 1926 vì tham gia bãi khóa nhân đám tang cụ Phan Châu Trinh ở Sài Gòn nên ông bị đuổi học. Cụ thân sinh gởi ông qua Pháp để tiếp tục thi xong tú tài. Sau đó, ông tốt nghiệp trường Cao đẳng Thương Mãi (HEC) Paris và đại học Oxford (Anh quốc).
Trở về nước năm 1936, ông làm việc cho hãng Alcan. Đến năm 1938, ông cùng với kỹ sư Kha Vạng Cân, thành lập hãng đúc thép đầu tiên ở Việt Nam gọi là Fonderie Cân&Văn tọa lạc tại 165 đường Pétrus Ký, Chợ Quán-Sài Gòn, là một cơ sở lớn bật nhất ở Đông Dương lúc bấy giờ. Kha Vạng Cân được bổ nhiệm làm đô trưởng Sài Gòn-Chợ Lớn thời chính phủ Trần Trọng Kim, sau tập kết ra Bắc.

## Hoạt động chính trị trước 1954
Tháng 5 năm 1945 ông ra Huế làm Đổng Lý văn phòng cho bác sĩ Hồ Tá Khanh, Bộ trưởng Kinh Tế trong chính phủ Trần Trọng Kim. Sau khi chính phủ Trần Trọng Kim giải tán, ông trở về Nam tham gia kháng chiến chống Pháp dành độc lập với tư cách nhân sĩ tự do.
Ông hồi cư về Sài Gòn tháng 7 năm 1946. Lúc bấy giờ người Pháp đã trở lại Đông Dương, và hứa trao trả độc lập lại cho Việt Nam. Tháng 7 năm 1949 ông nhậm chức Tổng Trưởng Kinh Tế và Kế Hoạch trong chính phủ do Quốc Trưởng Bảo Đại điều khiển. Một thời gian sau, ông cùng với Phan Khắc Sửu lúc bấy giờ là Bộ trưởng Canh Nông từ chức để phản đối chính sách thực dân trá hình của người Pháp không thực tâm trao trả độc lập cho Việt Nam.
Sau đó, ông tiếp tục cùng một nhóm thân hữu trong đó có các nhân sĩ Trần Văn Hương, Phan Khắc Sửu, Hồ Văn Nhựt, Huỳnh Kim Hữu, Ngô Ngọc Đối, Nguyễn Lưu Viên, Nguyễn Ngọc An tranh đấu cho độc lập, tự do và tiến bộ của nước nhà. Mặc dù liên lạc chặt chẽ với tất cả các nhân vật, đoàn thể, giáo phái,... nhưng Trần Văn Văn không gia nhập một đảng phái hay một tổ chức cụ thể nào.

## Hoạt động chính trị thời Đệ nhất Cộng hòa (1954-1963)
Năm 1954, Ngô Đình Diệm về nước nhậm chức Thủ tướng Quốc gia Việt Nam, có mời ông ra tham chính nhưng ông từ chối. Tuy nhiên, vào tháng 7 năm 1954, ông vẫn tham dự Hội nghị Genève về Việt Nam mà ngoại trưởng Trần Văn Đỗ là đại diện của chính quyền Quốc gia Việt Nam. Lúc chính quyền Ngô Đình Diệm mở chiến dịch tiêu diệt các giáo phái và lực lượng Bình Xuyên, vì biết ông là người được tướng Lê Văn Viễn, thủ lĩnh Bình Xuyên đặc biệt nể trọng, nên cố vấn Ngô Đình Nhu yêu cầu ông cùng ngồi xe qua tổng hành dinh của Bình Xuyên, thuyết phục Bảy Viễn dẹp bỏ ý định pháo kích phá hủy Sài Gòn.
Cuối 1959, nhận thấy tình thế ngày càng nguy cấp của Việt Nam Cộng hòa trước sự đe dọa của chính quyền Miền Bắc, ông đã thiết kế hành động để thúc đẩy chính quyền Ngô Đình Diệm cải tổ.
Ông ra ý kiến, rồi cùng Trần Văn Hương và bác sĩ Nguyễn Lưu Viên, ba người thảo ra bản điều trần kêu gọi chính quyền Ngô Đình Diệm cải tổ. Ông phối hợp với Phan Thông của Việt Nam Quốc Dân Đảng để tổ chức một cuộc biểu tình lớn ở Sài Gòn, và đi thuyết phục 15 nhân sĩ khác, thuộc mọi khuynh hướng và tiêu biểu cho 3 miền đất nước, từng người một, ký tên vào bản điều trần.
Ngày 26 tháng 4 năm 1960 ông cùng Phan Khắc Sửu, mang bản điều trần đến dinh Độc Lập rồi đến khách sạn Caravelle họp báo. Ông đề nghị gọi nhóm 18 nhân sĩ ký vào bản điều trần là nhóm Tự Do Tiến Bộ, gọi tắt là Cấp Tiến, để thành lập nhóm đối lập hợp hiến với chính quyền.
Nhóm này bị Cố vấn Ngô Đình Nhu gọi mỉa mai là nhóm Caravelle, nhằm rêu rao đây là những thành phần trưởng giả rất xa lạ với nguyện vọng của quần chúng.
Thừa cơ hội nhóm Nguyễn Chánh Thi, Vương Văn Đông, Phan Quang Đán và Hoàng Cơ Thuỵ đảo chính thất bại ngày 11 tháng 11 năm 1960, chính quyền Ngô Đình Diệm ra lệnh bắt giam một số nhân sĩ trong nhóm Tự Do Tiến Bộ gồm Trần Văn Văn, Phan Khắc Sửu, Trần Văn Hương, Nguyễn Lưu Viên, Huỳnh Kim Hữu, Tạ Chương Phùng, Trần Văn Đổ, Lê Ngọc Chấn, Nguyễn Tăng Nguyên và Trần Văn Tuyên mặc dù họ hoàn toàn không can dự vào cuộc đảo chính.
Ông bị giam giữ từ 12 tháng 11 năm 1960 đến ngày 07 tháng 04 năm 1961, sau đó được thả ra cùng lúc với Trần Văn Hương.
Đến tháng 7 năm 1963, một tòa án quân sự đặc biệt do đại tá hải quân Phạm Gia Hẹ làm chủ tọa đem 18 nhân sĩ của nhóm Tự Do Tiến Bộ ra xét xử. Trong phiên tòa, công tố viện trưng bằng chứng cụ thể để cho thấy chính cố vấn Ngô Đình Nhu đã đích thân tổ chức giám thị và lũng đoạn nội bộ nhóm "Tự Do Tiến Bộ" (hay Caravelle) như thế nào. Báo chí Việt Nam đều có đại diện tham dự phiên tòa cùng một số ký giả ngoại quốc trong đó có 2 ký giả Pháp, François Nivolon của nhật báo Le Figaro và Jean Lacouture của tuần báo Le Nouvel Observateur.
Tuy nhiên, tòa tuyên án tha bổng tất cả các bị can.

## Hoạt động chính trị thời Đệ nhị Cộng hòa
Ngày 1 tháng 11 năm 1963, một nhóm quân nhân do tướng Dương Văn Minh cầm đầu đảo chánh tổng thống Ngô Đình Diệm và cố vấn Ngô Đình Nhu. Sau đó, Trần Văn Văn được bầu làm Chủ tịch Hội đồng Nhân sĩ từ tháng 1 năm 1964 đến tháng 4 năm 1964. Hội đồng này sau đó bị tướng Nguyễn Khánh giải tán sau một cuộc là "chỉnh lý". Ông tiếp tục chuyển qua làm tổng thư ký Thượng Hội đồng Quốc gia từ ngày 23 tháng 9 năm 1964 đến ngày 19 tháng 12 năm 1964, đây là cơ quan có nhiệm vụ soạn thảo một hiến chương và chỉ định một Quốc Trưởng trong khi chờ đợi tổ chức bầu cử. Tướng Nguyễn Khánh lại ra lệnh giải tán Thượng Hội đồng và cô lập ông lên Kontum 3 tuần. Năm 1966, ông được bầu làm Chủ tịch Hội đồng Dân Quân.
Sau đó ông ứng cử vào Quốc hội Lập hiến, với chủ trương xây dựng một chính quyền dân sự mạnh, chống Cộng dứt khoát, phi tôn giáo, dựa trên một nhà nước dân chủ, công minh, tôn trọng dân quyền và mọi tín ngưỡng, chấm dứt nạn quân nhân và giáo hội thao túng chánh trường. Ông đắc cử dân biểu vào cuối tháng 9 năm 1966.
Trả lời các ký giả ngoại quốc, ông xác nhận sẽ ra ứng cử Tổng thống Việt Nam Cộng hòa vào năm 1967.

## Bị ám sát
Ngày 7 tháng 12 năm 1966, trên đường đi đến trụ sở Quốc hội Việt Nam Cộng hòa, vào lúc 9 giờ 05 sáng, ông Văn bị hai kẻ lạ mặt đèo nhau trên chiếc máy bắn chết khi xe hơi của ông đi đến góc đường Phan Kế Bính – Phan Đình Phùng.
- Các giả thuyết về hung thủ

Đài phát thanh Sài Gòn tố cáo hung thủ là Võ Văn En - một cán bộ của Mặt trận Dân tộc Giải phóng miền Nam Việt Nam. Trong một cuộc họp báo, với dáng người tật nguyền, mắt gần mù lòa, mặt rỗ chằng chịt, En chịu nhận bản án tử hình và khai rằng Mặt Trận Giải Phóng sai mình và một đồng chí về thành để thi hành nhiệm vụ: En lái xe (mới tập), còn tòng phạm ngồi phía sau thì cầm súng bắn. Đài phát thanh Hà Nội lúc đó cực lực phủ nhận mọi trách nhiệm và tuyên bố "mặc dù khác chính kiến, mặc dù không đồng quan điểm chính trị với ông Trần Văn Văn nhưng chúng ta không bao giờ can dự vào việc ám sát ông Văn".
Vợ của Trần Văn Văn vẫn ấm ức tin rằng Võ Văn En chỉ là con chốt thí, con cò mồi, cho nên ngày 10 tháng 1 năm 1967, bà đã gởi thư xin Quốc trưởng Nguyễn Văn Thiệu ân xá cho En. Đây là cách gián tiếp tố cáo hai nhân vật Nguyễn Cao Kỳ - Nguyễn Ngọc Loan đã mưu sát chồng bà.

## Gia đình
Năm 1940 ông thành hôn với bà Bùi Thị Diệm, cựu nữ sinh trường trung học Marie Curie Sài Gòn, là con của ông bà Bùi Quang Sửu ở Long Xuyên (ông Sửu là em của Bùi Quang Chiêu, người sáng lập ra đảng Lập Hiến năm 1919 bị sát hại năm 1945 cùng với 4 người con ở Chợ Lớn).
Trần Văn Văn có ba người con. Trong đó nổi bật là Trần Văn Bá - người đã tổ chức đưa biệt kích cùng khối lượng lớn vũ khí và tiền giả vào Việt Nam với kế hoạch lật đổ chính quyền nước Cộng hòa Xã hội Chủ nghĩa Việt Nam năm 1980. Trần Văn Bá bị lực lượng công an bắt giữ trong Kế hoạch CM-12 khi đang xâm nhập vào Việt Nam bằng đường biển và bị tòa án Việt Nam kết án tử hình năm 1985 vì tội phản quốc.